# گرگوری هاینز
گرگوری هاینز (انگلیسی: Gregory Hines; ۱۴ فوریهٔ ۱۹۴۶ – ۹ اوت ۲۰۰۳) یک هنرپیشه اهل ایالات متحده آمریکا بود. وی بین سال‌های ۱۹۵۱ تا ۲۰۰۳ میلادی فعالیت می‌کرد.
از فیلم‌ها یا برنامه‌های تلویزیونی که وی در آن نقش داشته است می‌توان به تاریخ جهان، قسمت ۱، همسر واعظ، چیزهایی …، انجمن پنبه، در انتظار بازدم، خارج از حد، خشم در هارلم، موفق باشید و زمان سگ دیوانه اشاره کرد.